# IRIS (entreprise)
 (octobre 2024).
IRIS (en arabe: إريس سات) est une entreprise algérienne basée dans la ville de Sétif. C'est un groupe d'entreprises qui possède des usines de fabrication d'appareils électriques et électroniques pour la maison et de produits de télécommunications.

## Raison de la dénomination
Le nom de l’entreprise Iris vient du mot latin (Iris) qui signifie iris.

## Histoire
L'entreprise « Iris » a été couronnée par le prix de la meilleure institution algérienne en matière d'innovation technologique au Salon National de la Production lors de sa 24ème édition.
Elle a été la première à arrêter la commercialisation des téléviseurs LCD et à se concentrer exclusivement sur la production de téléviseurs LED à une époque où le marché enregistrait encore la présence des écrans LCD.
En 2012, elle a été la première usine algérienne à produire un téléviseur avec récepteur numérique intégré.
En 2013, elle a été la première usine algérienne à produire une smart TV équipée d’Android.
En mai 2014, premier producteur aux niveaux algérien, arabe et africain d'un appareil de télévision ultra HD-4K.
En 2014, l'entreprise a commencé à investir plus de 10 millions d'euros pour implanter la première usine de fabrication de roues en caoutchouc en Algérie, dans la zone industrielle de Sétif.
En 2015, le nom de la marque est passé de « Iris Sat » à « iris », dix ans après sa création.
En novembre 2014, elle a été la première usine à produire un téléviseur ultra-intelligent avec le concept iSmart Family.
En 2015, la société a été le premier producteur algérien du téléviseur le plus fin du monde.
Le premier producteur algérien de tablettes numériques avec systèmes d'exploitation Windows et Android en décembre 2015.
En 2016, Yassine Guidoum, président-directeur général d'Iris, a déclaré que l'usine de pneus automobiles de Sétif démarrerait sa production d'ici fin 2017 et répondrait à plus de 60 % des besoins du marché national.
En 2017, 20 conteneurs d'appareils électroniques ont été exportés vers la Libye.
En juillet 2019, la première usine de production de roues automobiles a été inaugurée à Sétif, avec un investissement équivalant dans une première phase à 18 milliards de dinars algériens,.
Octobre 2019, première exportation de roues automobiles fabriquées en Algérie vers l'Espagne.
En juin 2020, IRIS a lancé sa première exportation vers les États-Unis depuis l'usine de pneumatiques de Sétif.

## Article Annexe
- Condor Electronics